# Refugi de les Fonts
El refugi de les Fonts és un refugi de muntanya de la Parròquia de La Massana (Andorra) a 2.200 m d'altitud i situat a la Percanela sota el Pic de Les Fonts entre la Coruvilla i Montmantell.

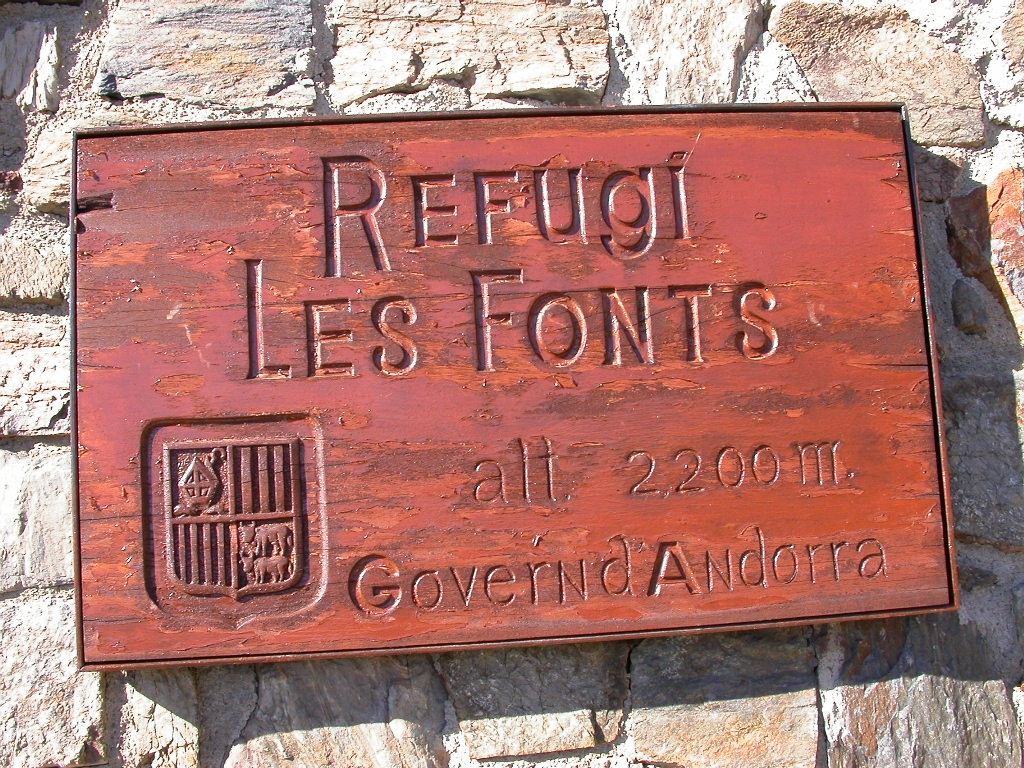
Placa identificativa a l'exterior.